# 甘宇
甘宇（1996年—），安徽芜湖人，中国国家射击队成员。

## 战绩
早年求学于芜湖市十一中。2008年，参加芜湖市体育夏令营时，被市青少年体育学校射击教练席挺慧选中，随后参加训练，2012年直选进入中国国家射击队专练十米移动靶步枪射击项目。2014年9月25日，甘宇入选仁川亚运会中国代表团。并在2014年仁川亚运会射击赛场男子10米移动靶团体比赛中，与翟羽佳、张杰合作，以1717环的成绩获得冠军。2018年8月6日，入选雅加达亚运会中国体育代表团名单。8月24日，亚运会射击男子10米移动靶个人赛，甘宇排名第十。8月25日，他在男子10米移动靶混合速决赛中获得第三。2019年11月，他在卡塔尔多哈亚洲射击锦标赛男子10米移动靶标准速比赛中，与队友一起获得团体银牌，另外以562环的成绩获得个人银牌。11月12日，他再获男子10米移动靶混合速比赛团体银牌，并获得个人第六名。